# Giải thưởng Làn Sóng Xanh 2006

## 10 ca sĩ được yêu thích nhất
Không phân biệt thứ hạng.
| Tên ca sĩ      |
| -------------- |
| Cẩm Ly         |
| Đàm Vĩnh Hưng  |
| Đan Trường     |
| Hồ Ngọc Hà     |
| Hồ Quỳnh Hương |
| Lam Trường     |
| Mỹ Tâm         |
| Phương Thanh   |
| Quang Dũng     |
| Tuấn Hưng      |

## 10 nhạc sĩ có ca khúc được yêu thích nhất
Không phân biệt thứ hạng
| Tên nhạc sĩ                  | Tên ca khúc               | Tên ca sĩ trình bày |
| ---------------------------- | ------------------------- | ------------------- |
| Đình Văn & Điền Trọng Nguyên | "Lời nguyện cầu tình yêu" | Đan Trường          |
| Đức Trí & Hà Quang Minh      | "Yêu thương mong manh"    | Quang Dũng & Mỹ Tâm |
| Duy Mạnh                     | "Dĩ vãng cuộc tình"       | Tuấn Hưng           |
| Lương Bằng Quang             | "Với anh em vẫn là cô bé" | Hồ Quỳnh Hương      |
| Minh Nhiên                   | "Tình yêu không có lỗi"   | Đàm Vĩnh Hưng       |
| Minh Vy                      | "Vọng cổ buồn"            | Cẩm Ly              |
| Mỹ Tâm                       | "Dường như ta đã"         | Mỹ Tâm              |
| Phạm Khánh Hưng              | "Vì sao thế"              | Phạm Khánh Hưng     |
| Tường Văn                    | "Mùa đông xa vắng"        | Phương Thanh        |
| Yên Lam                      | "Tìm lại lời thề"         | Phương Thanh        |

## Các giải thưởng khác
| Tên giải thưởng                                        | Chủ nhân giải thưởng     |
| ------------------------------------------------------ | ------------------------ |
| Ca sĩ triển vọng                                       | • Hà Anh Tuấn • Minh Thư |
| Nhóm nhạc được yêu thích nhất                          | MTV                      |
| Gương mặt ca sĩ của năm (không trao giải cho nữ ca sĩ) | Đan Trường               |
| Nhạc sĩ hòa âm được yêu thích nhất                     | Lý Huỳnh Long            |
| Phòng thu có nhiều ca khúc được yêu thích nhất         | Viết Tân Studio          |